# Свято-Николаевский собор (Поставы)
Храм Святого Николая Чудотворца (бел. Храм у імя Святога Мікалая Цудатворца) — православный храм в городе Поставы Витебской области. Памятник архитектуры в русском стиле, построенный в 1894 году. Храм освящён во имя святого Николая Чудотворца.

## История
В 1713 году в Поставах упоминается базилианская униатская церковь.

В инвентаре имения Поставы князя Альбрехта Владислава Радзивила за 1628 год рассказывается следующее:
«Местечко Поставы. Вначале деревянный костел со всем необходимым инвентарем и плебания возле него, корчма с белой избой и пекарней, обшитой драницей, на улице, что идет от Заречья, церковь во имя святого Николая со всем инвентарем».
В 1815 году в результате пожара сгорела большая часть местечка Поставы и Свято-Николаевская церковь. После пожара была построена временная церковь.
В 1839 году на Полоцком соборе униаты были присоединены к православной церкви.
В 1886 году вновь был пожар, от которого сгорела временная церковь. На пожертвования прихожан и Марии Пшездецкой (дочери Константина Тизенгауза) была восстановлена временная церковь.
1 августа 1891 года произошла закладка фундамента нового каменного храма.

В 1893 году Извеков Н. в книге «Статистическое описание православных приходов Литовской епархии» описывает православный приход в Поставах следующим образом:
«Поставский — Глубокского благочиния. Церковь утварью достаточна. Причта: 2 священника и 2 псаломщика. Земли 86,5 десятин, из коих пахатной 30 дес., сенокосной 7 дес., под сосновым лесом 18 дес., под зарослями 6 дес. и болотной 18,5 дес. В двух верстах от церкви, в фольварке, есть жилой дом с хлевами, молотильным током и 2 сараями. Помещения причтовые имеются, кроме 2-го псаломщика, у которого дом сгорел. У 1-го псаломщика дом ветхий. Жалованья причту — 972 р. 16 к. Дворов 992. Прихожан мужского пола 3957 и женского 3931. Предположено открыть вакансию 3-го священника и 3-го псаломщикапо увеличении земельного надела причта».
В 1894 году на месте деревянной церкви была построена каменная в русском стиле в честь Святого пророка Осии.
В годы Перестройки был восстановлен приход храма святителя Николая Чудотворца в г. Поставы Полоцкой епархии Белорусской Православной Церкви.

## Архитектура
Объемно-планировочная структура церкви соответствует канонической четырёхчастной схеме: колокольня над притвором, трапезная, молитвенный зал с боковыми приделами, апсида с боковыми ризницами. Пространственная композиция храма строится вокруг центрального двухъярусного, завершённого пятикупальем кубоподобного объёма. Присоединенные к нему боковые приделы и полукруглая апсида с боковыми ризницами придают храму крестовую планировочную форму. К объёму молитвенного зала через прямоугольную трапезную присоединяется шатровая колокольня с головкой. Вход решен крыльцом.
В декоре белокаменного строения использованы формы древнерусского церковного зодчества — пояс закомар, зубчатые фризы под профилированными карнизами, килеподобные наличники арочных окон, килеподобные щипцы и кокошники, окна в виде тройной аркады, разграниченной короткими колоннами-бочками.
Зал храма перекрыт цилиндрическим сводом, в его пространство через арочный просвет открываются хоры с балюстрадным ограждением. Интерьер церкви украшает одноярусный позолоченный иконостас с луковицеподобными куполами по центру и по сторонам, трактуемый в неорусском стиле.

## Иконостас
Художественную ценность имеют образа бывшего разобранного иконостаса: «Праотец Авраам» (1866) «Матвей и Павел», «Пётр и Иоанн», «Андрей и Яков», «Иуда с апостолом», «Деисус», «Спас», «Матерь Божия с Иисусом», «Архангел Гавриил», «Архангел Михаил», «Тайная вечеря» (19—20 в.). Над входом широкой аркой раскрываются хоры с балюстрадной оградой. Пол выложен керамической плиткой.